# ماركوس كارلوس كروز مارتينيز
ماركوس كارلوس كروز مارتينيز (بالإسبانية: Marcos Carlos Cruz Martínez)‏ هو سياسي مكسيكي، ولد في 16 مارس 1949 في المكسيك. حزبياً، نشط في حزب الثورة الديمقراطية. وقد انتخب عضو مجلس الشيوخ من المكسيك وانتخب عضو مجلس النواب المكسيك.